# Pere Pruna i Ocerans
Pere Pruna i Ocerans (Barcelona, 4 de maig de 1904- Barcelona, 7 de gener de 1977) fou un pintor català.

## Biografia
Nascut al Carrer de la Palla, 12, 4t 1a de Barcelona, de petit va passar un parell d'anys a casa dels seus avis a Sant Antoni de Vilanova de Vilamajor, al Vallès Oriental, per curar-se d'una anèmia. Actiu des de molt jove a París, sota la protecció de Pablo Picasso gràcies a una carta de recomanació escrita pel seu amic Sebastià Junyer i Vidal, s'introduí molt aviat en els principals cercles intel·lectuals i artístics moderns de la ciutat, on exposà sovint. Assolí un gran nom gràcies a la seva pintura delicada que connecta molt directament amb el Picasso de l'etapa "neoclàssica". Fou escenògraf i figurinista dels Ballets Russos de Serguei Diàguilev. Durant la guerra civil espanyola, defensà els ideals franquistes i col·laborà amb el departament de pintura del Servicio de Propaganda del govern de Burgos. L'any 1938, fou present a la XXI Biennal Internacional d'Art de Venècia i, acabada la guerra, s'instal·là de nou a Barcelona . Aleshores, perpetuà el seu estil plàcid i refinat des de la Sala Parés i fou membre de la Reial Acadèmia Catalana de Belles Arts de Sant Jordi.

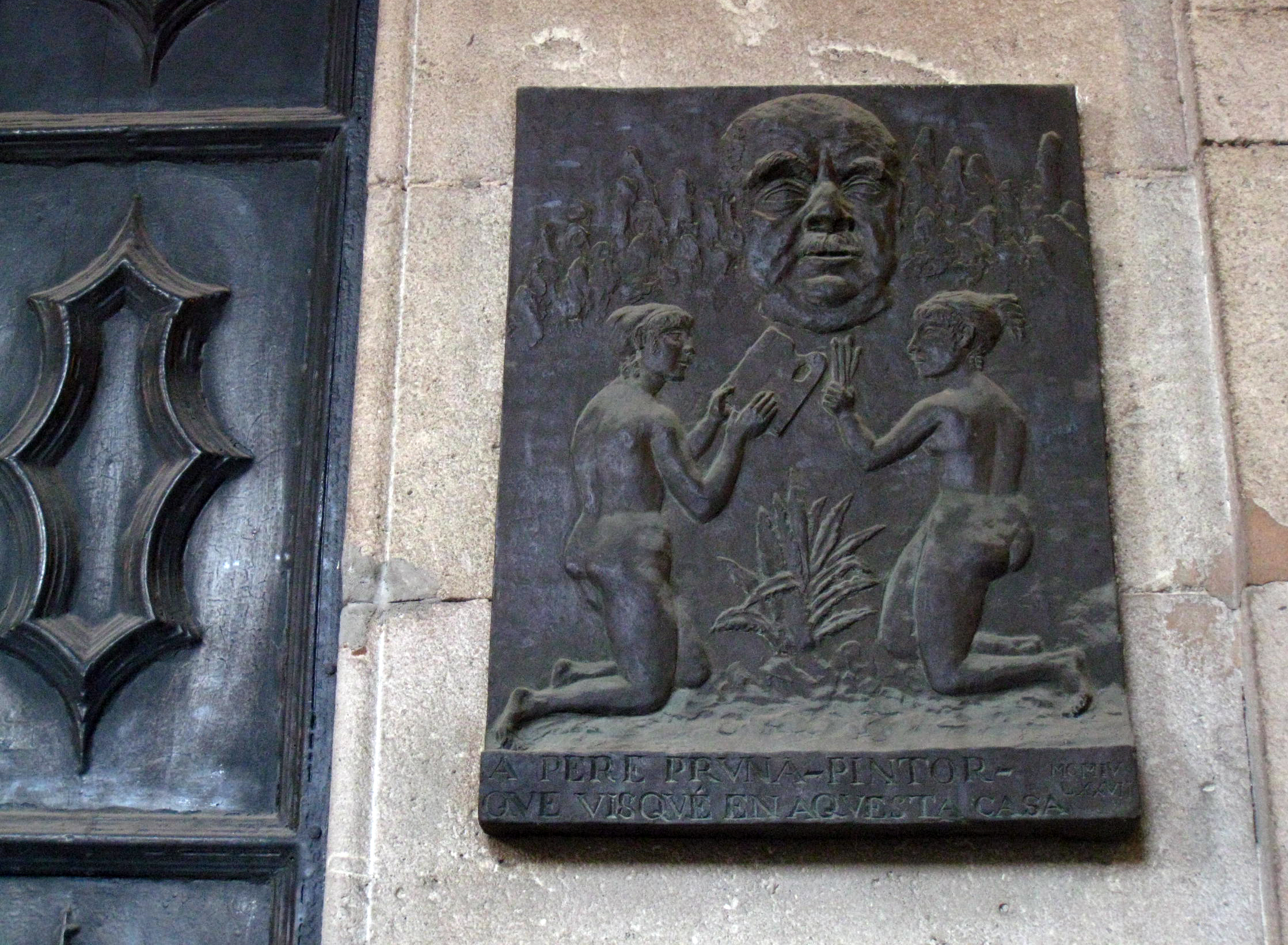
Placa commemorativa a la casa de la plaça Reial de Barcelona on va viure

Va decorar amb pintures la nova capella del Santíssim de l'Església de Santa Anna de Barcelona.
Es conserva obra de Pere Pruna al MNAC, a la Biblioteca-Museu Víctor Balaguer (Vilanova i la Geltrú), al Museu de Montserrat, al Museu d'Art de Sabadell, al Museu de l'Empordà (Figueres), al Museu Municipal de Tossa de Mar, al Vinseum. Museu de les cultures del vi de Catalunya (Vilafranca del Penedès), al Museu Abelló (Mollet del Vallès) i al Museu de Valls.

## Exposicions
- 1940. Exposició col·lectiva de pintors catalans. Acadèmia de Belles Arts de Sabadell.[5]
- 1998-1999 - Pere Pruna, exposició antològica. Centre Cultural Caixa de Terrassa.[2]

## Premis i reconeixements
El 1965 va ser guardonat amb el premi de pintura Ciutat de Barcelona i tres anys més tard, el 1968, li fou lliurada la Clau de la Ciutat de Barcelona.